# Парламентские выборы в Норвегии (1949)
Парламентские выборы в Норвегии проходили 10 октября 1949 года. В результате победу вновь одержала Рабочая партия, которая получила 85 из 150 мест.
Выборы стали большой победой Рабочей партии, которая получила большинство в парламенте, и второе правительство Эйнара Герхардсена продолжило свою работу. 
Это были последние выборы со старой избирательной системой, когда округа были разделены на сельские и городские. Это также были последние выборы с пропорциональным представительством по методу Д'Ондта, который отдавал предпочтение крупным партиям, так что Рабочая партия получила 56,7% мест в парламенте с 45,6% голосов, в то время как Коммунистическая партия Норвегии осталась без места в парламенте, хотя и получила 5,9% голосов. Ещё одно изменение в этих выборах заключалось в том, что больше нельзя было участвовать в сотрудничестве по спискам. Вместо этого во многих округах были составлены совместные списки между двумя или более буржуазными партиями.
Социал-демократы из Общественной партии, которые были представлены в Стортинге до войны, но не баллотировались на выборах 1945 года, на этот раз снова баллотировались на выборах. Они не получили особой поддержки и больше никогда не участвовали в выборах.

## Результаты
| Партия                                | Партия                                | Голоса    | %    | Места | +/-   |
| ------------------------------------- | ------------------------------------- | --------- | ---- | ----- | ----- |
|                                       | Рабочая партия                        | 803 471   | 45,7 | 85    | +9    |
|                                       | Консервативная партия                 | 279 790   | 15,9 | 23    | -2    |
|                                       | Либеральная партия                    | 218 866   | 12,4 | 21    | +1    |
|                                       | Христианская народная партия          | 147,068   | 8,4  | 9     | +1    |
|                                       | Коммунистическая партия               | 107 722   | 5,8  | 0     | -11   |
|                                       | Фермерская партия                     | 85 418    | 4,9  | 12    | +2    |
|                                       | Объединённый список ФП-КП-ЛП          | 45 311    | 2,6  | [a]   | -     |
|                                       | Объединённый список ФП-КП             | 35 860    | 2,0  | [b]   | -     |
|                                       | Объединённый список ФП-ЛП             | 22 408    | 1,3  | [c]   | -     |
|                                       | Общественная партия                   | 13 088    | 0,7  | 0     | новая |
|                                       | Объединённый список ХНП-ЛП            | 4 334     | 0,2  | [d]   | -     |
|                                       | Прочие голоса                         | 30        | 0.0  | -     | -     |
| Недействительных/пустых бюллетеней    | Недействительных/пустых бюллетеней    | 12 531    | -    | -     | -     |
| Всего                                 | Всего                                 | 1 770 897 | 100  | 150   | 0     |
| Зарегистрированных избирателей / Явка | Зарегистрированных избирателей / Явка | 2 159 065 | 82,0 | -     | -     |
| Источники: Nohlen & Stöver            |                                       |           |      |       |       |

a  Объединённый партийный список ФП, КП и ЛП получил 4 места, из которых 2 выиграли консерваторы и два аграрии.
b  Объединённый партийный список ФП и КП получил 3 места, из которых все выиграли аграрии.
c  Объединённый партийный список ФП и ЛП получил 2 места, из которых 1 выиграли аграрии и 1 либералы.
d  Объединённый партийный список ХНП и ЛП не получил ни одного места.